# Macrosaccus robiniella
Espèce
Macrosaccus robiniella est une espèce de lépidoptères (papillons) de la famille des Gracillariidae dont la chenille est la Mineuse du robinier.
Cette espèce est originaire d'Amérique du Nord, où elle est répandue du Canada (Ontario) au Mexique, en passant par l'Est des États-Unis (du Maine au Texas). Elle a été introduite accidentellement en Suisse en 1983, d'où elle s'est diffusée dans une grande partie de l'Europe occidentale (à l'exclusion des îles Britanniques), centrale et orientale jusqu'à l'Ukraine.
C'est une espèce phytophage inféodée aux arbres du genre Robinia (Fabaceae), notamment Robinia pseudacacia, Robinia hispida, Robinia viscosa, Robinia neomexicana. 
Ses chenilles mineuses creusent des galeries (mines) tandis que celles d'une espèce proche, Parectopa robiniella Clemens, 1863 creusent des galeries digitées dans le limbe des feuilles des mêmes arbres hôtes.
De nombreux hyménoptères parasitoïdes sont des ennemis naturels de ce papillon. Une cinquantaine d'espèces, appartenant aux familles des Braconidae, Eulophidae et Pteromalidae, ont été recensées tant en Amérique du Nord qu'en Europe.    

## Synonymes
Selon BugGuide :
- Lithocolletis robiniella Clemens, 1859 protonyme
- Phyllonorycter robiniella